# Domenico Bresolin
Domenico Bresolin, né le 15 décembre 1813 à Padoue et mort le 23 mars 1900 à Venise, est un peintre et l'un des premiers photographes primitifs actif en Italie, principalement à Venise.

## Biographie
Fils d'un maçon, Domenico Bresolin commence une carrière de peintre en peintre en bâtiment ; il montre des dispositions artisuqties et en 1841 s'inscrit à l'Académie des beaux-arts de Venise ; il y a comme professeurs l'architecte Francesco Lazzari (it), les peintres et scénographes Francesco Bagnara et Tranquillo Orsi, ainsi que le sculpteur Luigi Zandomeneghi (it). 
En 1845, il se rend à Florence pour étudier avec Károly Markó le Jeune (it), peintre paysagiste d'origine hongroise qui pratique la peinture en plein air ; il rencontre à Rome le photographe italien Giacomo Caneva qui le forme à la technique du calotype.
Il travaille à Florence, Rome et Venise où il est nommé en 1864 professeur de peinture de paysage à l'Académie.

## Œuvre

### Peinture

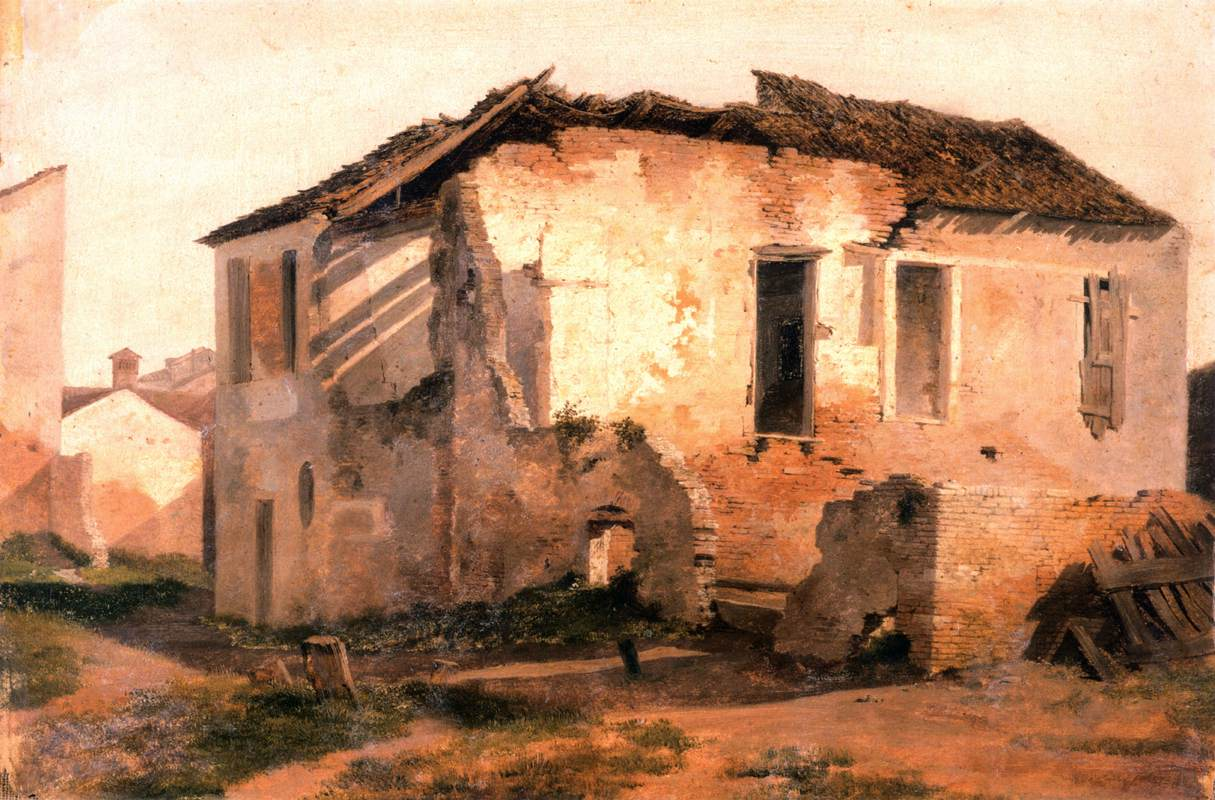
Une maison en ruine (avant 1859)
Ca' Pesaro, Venise

- Paysage au coucher du soleil (vers 1850), huile sur toile, 54 × 75 cm, Galerie nationale slovaque[2]
- Une maison en ruine (avant 1859), huile sur papier entoilé, 36 × 53 cm, Ca' Pesaro, Venise

### Photographies
Plusieurs de ses photographies figurent dans la désormais célèbre collection de la duchesse de Berry.

## Expositions
- 1996 : Venedig in frühen Photographien von Domenico Bresolin „Pittore, Fotografo“, Schackgalerie, Munich[3].